# 陳國士
陳國士（?—?），廣東省廣州府南海縣人，清朝政治人物、同進士出身。

## 生平
光緒三年（1877年），参加丁丑科殿試，登進士三甲第48名。同年五月，經吏部掣簽，授即用知縣。